# Brett Davern
 (août 2015).
Si vous disposez d'ouvrages ou d'articles de référence ou si vous connaissez des sites web de qualité traitant du thème abordé ici, merci de compléter l'article en donnant les références utiles à sa vérifiabilité et en les liant à la section « Notes et références ».
Brett Davern, né le 16 mars 1983 à Edmonds (Washington, États-Unis), est un acteur américain. Il est notamment connu pour son rôle de Jake Rosati dans la série Awkward, ainsi que pour son rôle récurrent dans Cold Case : Affaires classées où il interprète Finn Cooper, le frère de la détective Lily Rush.

## Biographie
Il grandit à Edmonds (Washington), et commence à jouer dans le théâtre local. À l'école secondaire, il remporte une bourse pour Stagedoor Manor Performing Arts Centre qui est l'un des camps d'été les plus exclusifs concernant les arts de la scène, situé dans l'État de New York. Ce programme dispose d'un groupe d'anciens élèves comprenant par exemple Robert Downey Jr. et Natalie Portman. Il fait ensuite des études de théâtre à l'Académie American Musical and Dramatic (AMDA) à New York.
Après l'obtention de son diplôme AMDA, il décroche le rôle de William Messerman [pas clair].

## Carrière
Depuis son arrivée à Los Angeles, il a entrepris de travailler à la fois à la télévision et au cinéma. Plus récemment, il a travaillé dans un court-métrage indépendant : Junk.
En 2009, il joue aux côtés de Matthew Lillard et Rachelle Lefevre dans le film Pool Boys, et a joué l’introverti Whisper dans le long-métrage Triple Dog avec Brittany Robertson et Scout Taylor-Compton.
Il a également joué dans des séries dramatiques telles que :
- Les Experts : Miami,
- In Plain Sight,
- Médium,
- Cold Case : Affaires classées (dans le rôle du frère en difficulté de Lily Rush (Kathryn Morris).

Depuis juillet 2011, il interprète Jake Rosati dans la série Awkward (diffusée sur MTV) dans laquelle il joue un adolescent amoureux de la même fille que son meilleur ami, Matty Mckibben (Beau Mirchoff). Il joue également dans la série Chosen depuis 2013.

## Filmographie

### Cinéma

#### Longs métrages
- 2006 : Beautiful Ohio : William
- 2008 : Player 5150 (en) : Mike
- 2010 : Case 219 (en) : Leonard Gray
- 2010 : Triple Dog (de) : Whisper
- 2011 : The Pool Boys (en) : Alex Sperling
- 2012 : Junk : Billy
- 2014 : Born 2 Race : Danny Krueger
- 2014 : My Movie Project : l'homme blanc
- 2014 : Love and Mercy : Carl Wilson
- 2015 : The Stanford Prison Experiment : Hubbie Whitlow / 7258
- 2015 : The Culling (en) : Sean

#### Courts métrages
- 2012 : The Uninvited: A Red River Rivalry Nightmare
- 2013 : Megan Mullally & Nick Offerman Rap About Dicks
- 2013 : Starting Over with Brooke Shields
- 2014 : Born to Race: Fast Track : Danny Krueger

### Télévision
- 2008 : Les Experts : Miami : Justin Marsh
- 2009 : US Marshals : Protection de témoins : Eric
- 2009-2010 : Cold Case : Affaires classées : Finn Cooper
- 2010 : The Deep End (en) : Charlie Holloway
- 2010 : Medium : Ryan Graff
- 2011-2016 : Awkward : Jake Rosati
- 2012 : The Finder : Cooper Allison
- 2012 : NCIS : Enquêtes spéciales : Kris Taylor
- 2013 : Chosen : Paul
- 2016 : Shameless : Larry
- 2016 : Major Crimes : Dwight Darnell, criminel aryen